# Keiser Report

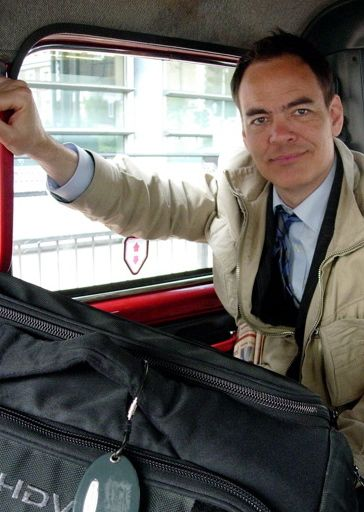
Max Keiser, abgebildet in einem Londoner Taxi.

The Keiser Report war eine Show mit Finanznachrichten und Analysen auf RT UK und dem russischen staatlichen RT-Netzwerk, das von Max Keiser und Stacy Herbert moderiert wurde.
Die Show wurde seit 2009 gesendet. Jede Woche gab es drei neue Shows. Herbert (im Dezember 2012 als Keisers Frau bezeichnet) ist Ko-Moderatorin.
Jede Episode hatte zwei Teile. Im ersten Teil diskutierten Keiser und Herbert abwechselnd ein aktuelles Thema der Finanzpolitik, kommentierten Medienberichte oder Aktivitäten von Bankern. Die zweite Hälfte zeigte Interviews mit Gästen, die von Keiser durchgeführt wurden.
The Independent beschrieb die Show als „schelmisch und zugleich aufrührerisch“ und nannte Keiser „Amerikas unverschämteste Politikkoryphäe“.
Seit März 2012 wurde The Keiser Report spanisch synchronisiert angeboten: Keiser Report en español.
Am 24. Februar 2022 verließ Max Keiser RT wegen des russischen Überfalls auf die Ukraine.